# World-Inline-Cup 2013
Der World-Inline-Cup 2013 wurde für Frauen und Männer an fünf Stationen ausgetragen. Der Auftakt fand am 12. Mai 2013 in Incheon und das Finale am 10. August 2014 in Suzhou statt.

## Frauen
| WIC                                                   | Ort     | Sieg                      | Platz 2                                  | Platz 3                     |
| ----------------------------------------------------- | ------- | ------------------------- | ---------------------------------------- | --------------------------- |
| Top Class 12. Mai                                     | Incheon | Kim Mi-young              | Lee Sol-yi                               | Yoo Ga-ram                  |
| Class 1 26. Mai                                       | Rennes  | Marie Poidevin            | Déborah Marchand Powerslide Matter World | Justine Halbout EOSkates    |
| Class 1 9. Juni                                       | Dijon   | Clémence Halbout Windress | Jana Gegner EOSkates                     | Juliette Pouydebat EOSkates |
| Class 1 15. Juni                                      | Ostrava | Kateřina Novotná          | Marta Nunes                              | Aleksandra Goss             |
| Europameisterschaften in Almere, 29. Juni bis 6. Juli |         |                           |                                          |                             |
| World Games in Cali, 25. Juli bis 4. August           |         |                           |                                          |                             |
| Top Class 10. August                                  | Suzhou  | Lisha Li                  | Nicole Begg                              | Xuemiao Cui                 |
| Weltmeisterschaften in Ostende, 21. bis 31. August    |         |                           |                                          |                             |

| Rang | Name            | Team               |
| ---- | --------------- | ------------------ |
| 1    | Aleksandra Goss | –                  |
| 2    | Lisha Li        | –                  |
| 3    | Nicole Begg     | X-TECH New Zealand |

## Männer
| WIC                                                   | Ort     | Sieg                                   | Platz 2                             | Platz 3                              |
| ----------------------------------------------------- | ------- | -------------------------------------- | ----------------------------------- | ------------------------------------ |
| Top Class 12. Mai                                     | Incheon | Joey Mantia Simmons Schänkel           | Yann Guyader EOSkates               | Nolan Beddiaf EOSkates               |
| Class 1 26. Mai                                       | Rennes  | Ewen Fernandez Powerslide Matter World | Bart Swings Powerslide Matter World | Nolan Beddiaf EOSkates               |
| Class 1 9. Juni                                       | Dijon   | Bart Swings Powerslide Matter World    | Yann Guyader EOSkates               | Nolan Beddiaf EOSkates               |
| Class 1 15. Juni                                      | Ostrava | Yann Guyader EOSkates                  | Leon Alfredo Moreno Uus Maa Team    | Alexander José Bastidas Uus Maa Team |
| Europameisterschaften in Almere, 29. Juni bis 6. Juli |         |                                        |                                     |                                      |
| World Games in Cali, 25. Juli bis 4. August           |         |                                        |                                     |                                      |
| Top Class 10. August                                  | Suzhou  | Siyuan Cong                            | Xin He                              | Yu Hua Liu                           |
| Weltmeisterschaften in Ostende, 21. bis 31. August    |         |                                        |                                     |                                      |

| Rang | Name          | Team                |
| ---- | ------------- | ------------------- |
| 1    | Yann Guyader  | EOSkates World Team |
| 2    | Nolan Beddiaf | EOSkates World Team |
| 3    | Joey Mantia   | SIMMONS-SCHAENKEL   |
| 3    | Siyuan Cong   | –                   |